# جونيور لوك
جونيور لوك هو لاعب كرة القدم الكندية كندي، ولد في 1 نوفمبر 1991 في مونتريال في كندا.